# 델로비브리오
델로비브리오(Bdellovibrio)는 그람 음성이며 호기성 박테리아인 속(genus)이다. 특징으로는 다른 그람 음성균을 잡아먹고 숙주의 생체 고분자(단백질, 핵산 등)을 먹을 수 있다는 것이다.

## Bdellovibrio bacteriovorus
Bdellovibrio 중 가장 잘 연구된 것은 Bdellovibrio bacteriovorus이다. 이 균은 자연에서 거의 독점적으로 숙주 의존적으로 성장한다.
선모를 사용하여 먹이를 찾은 후 숙주 외막/펩티도글리칸층을 뚫고 원형질막 주변 공간으로 들어간다. 이때, bdelloplast는 숙주 세포가 모양이 구형이 되도록 수정됨에 따라 생성된다. bdelloplast 내부에서 육식성 Bdellovibrio의 단일 대형 편모가 손실된다. 그런 다음 숙주 세포는 빠르게 사멸되어 분자가 숙주 세포질 내부에서 주변 세포질로 자유롭게 통과한다. Bdellovibrio는 아미데이스와 트랜스 펩티다아제를 사용하여 현재 살고 있는 숙주의 펩티도글리칸 세포벽을 강화함으로써 보호 환경을 조성한다.
약 4시간 후, 주변 온도에 따라 Bdellovibrio는 이 영양을 통해 크기가 급격하게 증가한다. 복제를 위해 분열한 다음 숙주의 세포벽과 막의 최종 용해를 통해 떠난다. Bdellovibrio는 새로 자란 강력한 편모를 사용하여 헤엄치고 다음으로 적합한 숙주를 찾는다. 이 간헐적 bdelloplast 단계와 순간적인 기생 단계(15~20분) 때문에 Bdellovibrio는 박테리아 포식자 또는 기생충으로 간주할 수 있다.
현재는 Bdellovibrio bacteriovorus HD100이 가장 많이 연구되고 있으며, 이는 흙에서 쉽게 얻을 수 있다. NB(또는 DNB)에서 배양 가능하며, E.coli나 P.putida 등 다른 그람 음성균과 함께 배양해야 한다는 조건 때문에 연구가 쉽지 않다. 대한민국의 울산과학기술원은 바이오라세인을 이용해 그람 양성균에도 효과적일 수 있는 방법을 입증해냈다.

## 외형
광학현미경에서 숙주 의존성 Bdellovibrio는 크기가 약 0.3–0.5 x 0.5–1.4 µm이고 거의 식별할 수 없는 편모가 있는 쉼표 모양의 운동성 막대로 보인다. Bdellovibrio는 E. coli가 포함된 배지에서 성장하는 투명한 플라그로 나타난다. 특히, Bdellovibrio는 편모를 덮는 덮개를 가지고 있다. 이는 박테리아에게는 드문 특징이다. Bdellovibrio가 먹이를 관통하면 편모의 움직임이 멈추고 편모가 벗겨진다.

## 배양 조건
B. bacteriovorus는 자연과 인공 서식지에 편재하는 것으로 보인다. 그들은 토양 샘플, 식물 뿌리의 근권, 강, 바다, 하수, 새와 포유류의 내장과 대변, 굴 껍데기과 게의 아가미에서도 발견되었다. B. bacteriovorus는 거의 모든 서식지에서 번성할 수 있으며 일반적인 요구 사항은 환경에 산소와 기타 그람 음성 박테리아가 있어야 한다는 것이다. 최적의 온도는 28-30°C로 B. bacteriovorus를 중온체로 만든다.
Bdellovibrio는 효모 펩톤 브로스 한천(Agar)에서 29°C의 고정 HI(숙주 독립) 단계에서 실험실에서 재배된다. 숙주 의존적(예비적) 배양균은 16시간 동안 29°C에서 대장균 S-17 개체군과 함께 성장한다. YPSC(효모 추출물, 펩톤, 아세트산나트륨, 염화칼슘) 오버레이 또는 먹이 용해물을 사용하여 배양할 수도 있다.

## 수명 주기와 기생 방법

델로비브리오의 수명 주기

Bdellovibrio는 160µm/s의 속도로 이동할 수 있으며 초당 몸 길이의 100배 이상을 움직인다. 그것은 특징적인 감쇠 필라멘트 파형을 가진 단일 외장 극 편모를 사용하여 수영하기 때문이다. Bdellovibrio는 먹이 세포의 외막과 펩티도글리칸 층에 자신을 부착하여 다른 그람 음성 박테리아를 공격한 후 외막에 작은 구멍을 만든다. 그리고 나서 Bdellovibrio 세포는 숙주 주변 공간으로 들어간다. 그것은 짧은 인식 기간 동안 가역적으로 그것에 붙어 있다.
인식 기간이 지나면 편모 반대편 극을 통해 비가역적으로 부착된다. 주변 세포질 내부에 들어가면 Bdellovibrio가 막 구멍을 밀봉하고 숙주 세포를 구형 형태로 전환한다. 이는 펩티도글리칸을 분해하여 세포를 무정형으로 만드는 L,D 트랜스펩티다제의 분비로 인한 것이다. 형성된 2개의 세포 복합체를 bdelloplast라고 한다. Bdellovibrio의 세포가 사용하는 가수 분해 효소가 실 모양으로 성장하기 위해 사용하는 숙주 세포의 분자를 분해할 수 있다. 숙주 세포의 영양소가 고갈되면 필라멘트가 분리되어 자손 Bdellovibrios를 형성한다. 자손은 숙주 세포를 용해하고 환경으로 방출되기 전에 운동성을 갖게 된다. 전체 수명 주기는 3~4시간이 소요되며 단일 E. coli에서 평균 3~6개의 자손 세포를 생성하거나 사상 E. coli와 같은 더 큰 먹이에서 최대 90개의 자손 세포를 생성한다.

## 게놈
델로비브리오 HD100의 게놈은 2004년에 배열되었다. HD100 게놈은 길이가 3782950 뉴클레오타이드로, 작은 크기에 비하면 꽤 긴 편이다.

## 같이 보기
- 그람 음성균
- 기생
- 바이오필름